# Hippelates
Hippelates es un género de dípteros braquíceros de la familia Chloropidae; se conocen vulgarmente como moscas o mosquitos oculares ya que tienen el hábito de lamer las comisuras de los ojos de humanos o animales, causando a veces úlceras e infecciones. Se distribuyen por toda América. Algunos lo fusionan con Liohippelates, que es posiblemente el sinónimo más aceptado.

## Especies
- Hippelates bishoppi
- Hippelates dorsalis Loew, 1869
- Hippelates genalis Loew, 1869
- Hippelates impressus Becker, 1912
- Hippelates nobilis Loew, 1863
- Hippelates pallipes Loew, 1863
- Hippelates plebejus Loew, 1863
- Hippelates proboscideus Williston, 1896
- Hippelates pusio Loew
- Hippelates saundersi Kumm, 1936